# چکاوک رستراتا
چکاوک رستراتا (نام علمی: Eremophila rostrata) نام یک گونه از تیره گل‌میمونیان است.